# Атлетико Сармьенто
Атле́тико Сармье́нто (исп. Club Atlético Sarmiento) — аргентинский футбольный клуб из города Хунина, расположенного в партидо Хунин провинции Буэнос-Айрес.

## История
Клуб был основан 1 апреля 1911 года группой словаков под названием «Футбольный клуб „Сармьенто“» (Sarmiento Football Club). 27 января 1933 года название команды было изменено на нынешнее. С 1952 года «Атлетико Сармьенто» участвует в официальных соревнованиях.
До 2015 года «Атлетико Сармьенто» провёл два года в Примере, главной аргентинской футбольной лиге — в 1981 и 1982 годах. По итогам 2014 года «атлеты» заняли четвёртое место в Зоне B Примеры B Насьональ и спустя 32 года добились возвращения в элитный дивизион. Команда провела ещё три сезона в элите, после чего вернулась в Примеру B Насьональ по окончании сезона 2016/17. В 2020 году команда стала победителем специального переходного чемпионата в Примере B Насьональ, организованного в необычных условиях пандемии коронавируса.

## Достижения
- Чемпион Второго дивизиона Аргентины (2): 1980 (Дивизион B), 2020 (Примера B Насьональ)
- Чемпион Третьего дивизиона Аргентины (3): 1977 (Примера C), 2003/04, 2011/12 (Примера B Метрополитана)